# More Milk, Yvette
More Milk, Yvette (de 1966) é um filme experimental de Andy Warhol. O filme é uma espécie de tributo a Lana Turner e Johnny Stompanato. O filme traz Mario Montez, uma das "super-estrelas" de Andy Warhol, no papel de Turner, e traz também Paul Caruso e Richard Schmidt.
O filme tem 70 minutos de duração, e nunca foi lançado comercialmente em DVD ou VHS. Este foi também um dos últimos filmes de Andy Warhol do período da "The Factory", seu antigo estúdio em Nova Iorque.
A filmagem ocorreu em novembro de 1965, e foi feita em uma câmera de 16 mm.